# Yidgha
Yidgha (یدغہ) ist eine ostiranische Sprache, die im oberen Lotkoh-Tal von Chitral in der pakistanischen Provinz Khyber Pakhtunkhwa gesprochen wird. Yidgha ist eng mit Munji verwandt, die auf der afghanischen Seite der Grenze gesprochen wird. Es wird die persische Schrift verwendet.